# Técnicas de estudio
Las técnicas de estudio o estrategias de estudio son distintas perspectivas aplicadas al aprendizaje general. Hay una variedad de técnicas de estudio, que pueden enfocarse en el proceso de organizar, tomar y retener nueva información, o superar exámenes.Estas técnicas incluyen mnemotecnia(s), que ayudan a la retención de listas de información, y toma de notas efectiva.
Es una manera formulada que de este modo y bajo esta denominación, se integran y agrupan técnicas directamente implicadas en el propio proceso del estudio; tales como la planificación de dicha actividad, el subrayado, el resumen, la elaboración de esquemas, el repaso, entre otros.; así como otras estrategias que tienen un carácter más complementario, como pueden ser la toma de apuntes o la realización de trabajos escolares.
En cuanto a la enseñanza de estas técnicas, tanto la psicología del aprendizaje (particularmente la concepción "constructivista" procedente de la psicología cognitiva), como la práctica educativa, coinciden en considerar el modelado y el moldeado docente como las estrategias didácticas más idóneas a la hora de promover un aprendizaje eficaz y profundo de dichas estrategias.
Aunque frecuentemente se les deja al estudiante y a su red personal de soporte, se está incrementando la enseñanza de las técnicas de estudio a nivel de la escuela secundaria y universidad. Existe disponible un gran número de libros y sitios web, que abarcan desde trabajos acerca de técnicas específicas, tales como los libros de Tony Buzan sobre mapas mentales, hasta guías generales para un estudio exitoso.
Más ampliamente, una técnica que mejora la habilidad de una persona para estudiar y superar exámenes puede ser denominada técnica de estudio, y esto puede incluir técnicas de administración del tiempo y motivacionales.
Las técnicas de estudio son técnicas discretas que pueden ser aprendidas, generalmente en un período corto, y ser aplicadas a todos o casi todos los campos de estudio. En consecuencia debe identificarse de las que son específicas para un campo particular de estudio, por ejemplo la música o la tecnología, y de habilidades inherentes al estudiante, tales como aspectos de inteligencia y estilo de aprendizaje.

## Descripción
Las técnicas de estudio o estrategias de estudio son distintas perspectivas aplicadas al aprendizaje general. .1 Hay una variedad de técnicas de estudio, que pueden enfocarse en el proceso de organizar, tomar y retener nueva información, o superar exámenes. Estas técnicas incluyen mnemotecnias, que ayudan a la retención de listas de información, y toma de notas efectiva.2
Es una manera formulada que de este modo y bajo esta denominación, se integran y agrupan técnicas directamente implicadas en el propio proceso del estudio; tales como la planificación de dicha actividad, el subrayado, el resumen, la elaboración de esquemas, el repaso, entre otros.; así como otras estrategias que tienen un carácter más complementario, como pueden ser la toma de apuntes o la realización de trabajos escolares.
En cuanto a la enseñanza de estas técnicas, tanto la psicología del aprendizaje (particularmente la concepción "constructivista" procedente de la psicología cognitiva), como la práctica educativa, coinciden en considerar el modelado y el moldeado docente como las estrategias didácticas más idóneas a la hora de promover un aprendizaje eficaz y profundo de dichas estrategias.
Aunque frecuentemente se les deja al estudiante y a su red personal de soporte, se está incrementando la enseñanza de las técnicas de estudio a nivel de la escuela secundaria y universidad. Existe disponible un gran número de libros y sitios web, que abarcan desde trabajos acerca de técnicas específicas, tales como los libros de Tony Buzan sobre mapas mentales, hasta guías generales para un estudio exitoso.
Más ampliamente, una técnica que mejora la habilidad de una persona para estudiar y superar exámenes puede ser denominada técnica de estudio, y esto puede incluir técnicas de administración del tiempo y motivacionales.
Las técnicas de estudio son técnicas discretas que pueden ser aprendidas, generalmente en un período corto, y ser aplicadas a todos o casi todos los campos de estudio. En consecuencia debe identificarse de las que son específicas para un campo particular de estudio, por ejemplo la música o la tecnología, y de habilidades inherentes al estudiante, tales como aspectos de inteligencia y estilo de aprendizaje.

## Principales técnicas de estudio
Consiste en que el alumno conozca su propio proceso de aprendizaje, la programación consiste de estrategias de aprendizaje de memoria, de resolución de problemas, de elección y toma de decisiones y, en definitiva, de autorregulación.
Esto hará que se amplíe extraordinariamente la capacidad y la eficacia del conocimiento.
Existen diferentes tipos de técnicas entre las más comunes tenemos: lectura, subrayado, resúmenes, esquemas visuales, etc.
Existen diversas técnicas de estudio, la idea base es facilitar al estudiante la retención de lo que estudia y la productividad en el tiempo estudiado; existen técnicas que ayudan a la retención de información otras a fraccionar el tiempo de estudio sin embargo es importante entender que hay técnicas de estudio generales que pueden ser utilizadas por cualquier estudiante en cualquier tema y hay otras técnicas de estudio especializadas.

##### Técnica de la palabra clave
La Técnica de la palabra clave la cual es una técnica para aprender, memorizar y retener palabras extranjeras cuando se aprende otro idioma, la clave es relacionar mediante el sonido la palabra extranjera con una nativa y luego crear una imagen mental relacionando las palabras.

##### Técnica de Loci
Es una técnica que sirve a la retención enfocada a una exposición, que fue desarrollada por los griegos (Loci viene del latín y significa lugares). Era utilizada por los oradores que memorizaban discursos largos, por lo que  consiste en realizar una analogía donde cada parte del discurso que se desea exponer debe "residir" en una ubicación dentro de una construcción.

##### El fenómeno de la especificidad de la codificación
Es un fenómeno el cual surge de investigadores que sugieren que el modo de recordar mejor la información se produce en un entorno igual o muy parecido a aquel donde nos encontrábamos cuando lo aprendimos. Se utiliza esta forma de estudiar para exámenes y es una técnica especializada a la aprobación de dichas pruebas.
Sin embargo ya sea una técnica especializada o general, todas comparten características esenciales que ayudan al estudio.

### Factores importantes para una estrategia
- Lectura y análisis contextual del tema.
- Recursos personales.
- Interés.
- Objetivos del trabajo.
- Características del contenido.
- Tiempo.
- Lugar.
- Materiales.
- Adecuación a la demanda.
- Planificación.
- Regulación.
- Evaluación.
- Repaso.
- Copiar en un cuaderno el tema
- Analizar

### Habilidades cognitivas y técnicas de estudio que pueden ayudar al estudiante a tener un mejor desarrollo y rendimiento
Una técnica de trabajo se asocia con una estrategia de aprendizaje previa que tenga en cuenta diferentes factores que intervengan; se busca obtener una acción estratégica, eficaz y adecuada.
No hay técnica de estudio perfecta; una técnica es una herramienta concreta y, antes de aplicarla, se necesita identificar la habilidad cognitiva a desarrollar. Pero se puede encontrar la técnica: buscando como te hace fácil estudiar, no a todos le van bien esta técnica u otra, la solucion es buscarlo en tu manera.

### Técnicas que conducen al conocimiento
Tipos de observación y técnicas a aplicar:
- Auto-observación (sujeto y objeto se centran en uno mismo).
- Observación directa (se observa el hecho o el elemento en su lugar natural de acción).
- Observación indirecta (se aprovechan las observaciones de otras personas o registros).

### Métodosbasados en la memorización: ensayo y aprendizaje mecánico
Una de las estrategias más básicas para el aprendizaje de cualquier información es simplemente repetirla una y otra vez. Incluye, por lo general, leer las notas o un libro de texto y reescribir las primeras.

### Métodos basados en habilidades de comunicación
Habilidades tales como leer, escuchar y visualizar. La debilidad del aprendizaje mecanizado es que implica una lectura pasiva o estilo de escucha pasivo. Educadores como John Dewey han argumentado que los estudiantes necesitan aprender a utilizar el pensamiento crítico - cuestionar y sopesar evidencias a medida que aprenden. Esto puede hacerse durante la asistencia a conferencias o cuando se leen libros.

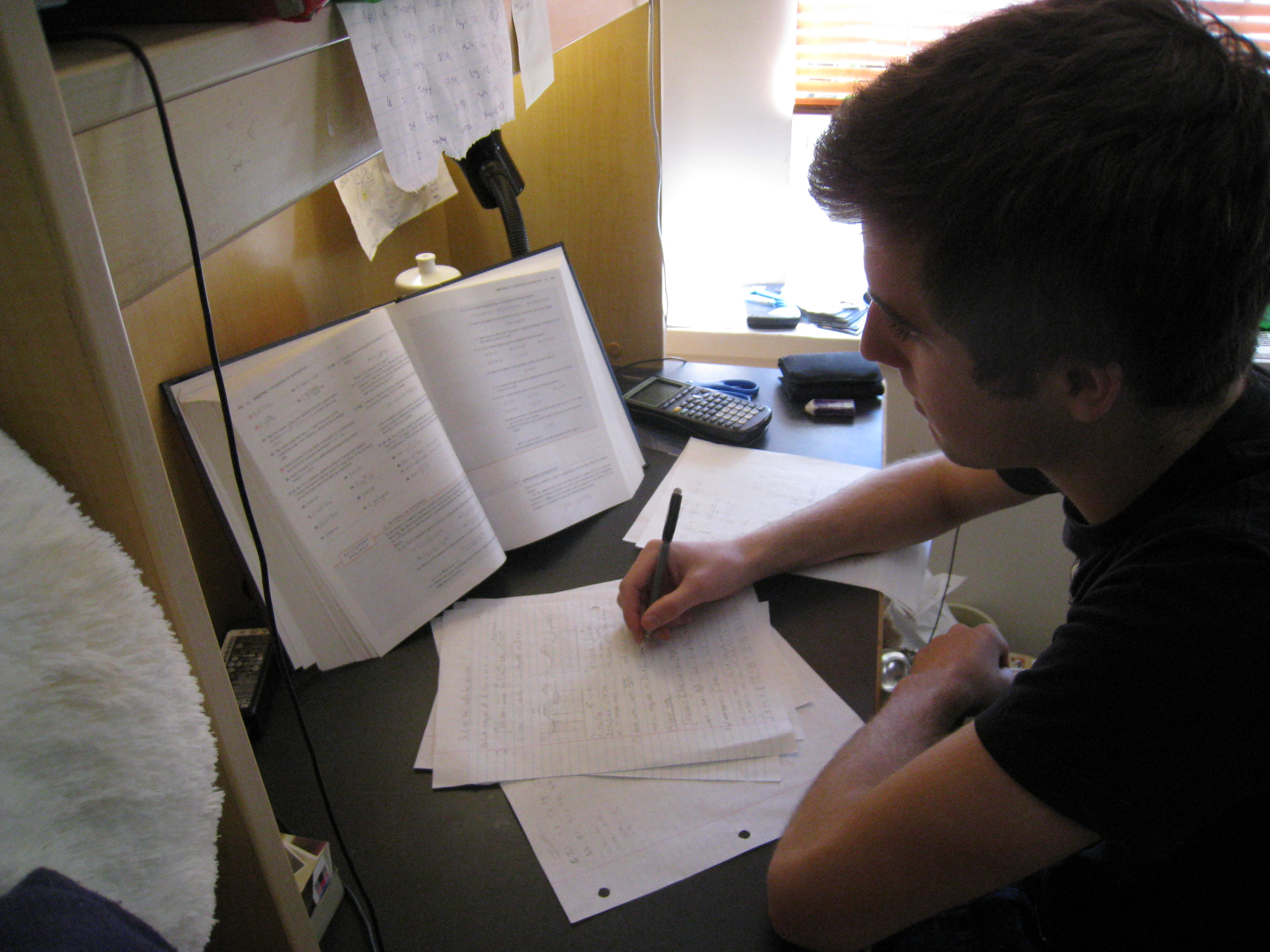
Un estudiante estudia para su examen final usando el método PQRST.

Un método usado para enfocarse en la información clave cuando se estudia a partir de libros es el método PQRST. Este método prioriza la información en una forma que se relaciona directamente con la forma en que se pediría usar esta información en un examen. PQRST es un acrónimo para las palabras inglesas Preview (previsualizar), Question (preguntar, cuestionar), Read (leer), Summary (resumir), Test (evaluar).
1. Previsualizar: el estudiante observa el tema a aprender, revisa los títulos principales o los puntos en el sílabo.
2. Preguntar: se formula las preguntas a responder, una vez  ha estudiado el tema.
3. Leer: se revisa material de referencia relacionado con el tema y se selecciona la información que mejor se relaciona con las preguntas.
4. Resumir: el estudiante resume el tema, utiliza su propia metodología para resumir la información en el proceso: toma notas, elabora diagramas en red, diagramas de flujo, diagramas etiquetados, nemotécnias, o incluso grabaciones de voz.
5. Evaluación: el estudiante responde las preguntas creadas en la etapa de cuestionamiento, con el mayor detalle posible; evita agregar preguntas que puedan distraerle o le lleven a cambiar de tema.

### Tarjetas didácticas
Las tarjetas didácticas  son apuntes visuales en tarjetas. Tienen numerosos usos en la enseñanza y el aprendizaje, pero pueden ser usadas también para revisión. Los estudiantes frecuentemente elaboran sus propias tarjetas didácticas, o también las más detalladas tarjetas indexadas - tarjetas diseñadas para ser rellenadas, que frecuentemente tienen tamaño A5 (cuartilla), en las que se escriben resúmenes cortos. Al ser discretas y separadas, las tarjetas didácticas tienen la ventaja de que pueden ser reorganizadas por los estudiantes, permite también tomar solo un grupo de estas para revisarlas, o escoger aleatoriamente algunas para autoevaluación.

### Métodos basados en condensación de información, sumarización y el uso de palabras clave
Los métodos de sumarización varían dependiendo del tema, pero deben involucrar la condensación de grandes cantidades de información provenientes de un curso o un libro, en notas más breves. Frecuentemente estas notas son condensadas más aún en hechos clave.
- Diagramas de araña: El uso de diagramas de araña o mapas mentales puede ser una forma efectiva de relacionar conceptos entre sí. Pueden ser muy útiles para planificar ensayos o respuestas ensayadas en exámenes. Estas herramientas pueden proveer un resumen visual de un tema que conserva su estructura lógica, con líneas usadas para mostrar cómo se relacionan las distintas partes entre sí.

### Métodos basados enimágenes
Se piensa que algunos estudiantes tienen un estilo de aprendizaje visual, y se beneficiarán enormemente en la toma de información de estudios que son principalmente verbales, y usan técnicas visuales para ayudar a codificar y retener dicha información en memoria.
Algunas técnicas de memorización hacen uso de la memoria visual, por ejemplo el método de loci, un sistema de visualización de información clave en localizaciones físicas reales, por ejemplo alrededor de un dormitorio.
Los diagramas son frecuentemente herramientas subvaluadas. Pueden ser utilizadas para unir toda la información, y proveer una reorganización práctica de lo que se ha aprendido, con el fin de producir algo práctico y útil. También pueden ayudar a recordar la información aprendida muy rápidamente, particularmente si el estudiante hizo el diagrama mientras estudiaba la información. Las imágenes pueden ser transferidas a flash cards que son herramientas de revisión de último minuto muy efectivas, en vez de releer cualquier material escrito.
El método para memorizar con dibujos consiste en utilizar los propios dibujos para representar de forma visual las ideas. Las imágenes creadas deben ser incorporadas como imágenes mentales que han de guiar el recuerdo de los elementos que expresan.
La conversión de ideas en imágenes se realiza principalmente recurriendo a:
1. La representación figurada (para ideas concretas): el corazón se representa dibujándolo esquemáticamente.
2. La relación semántica (para ideas abstractas): defensa se puede representar con un escudo.
3. La semejanza lingüística: tasa se representa dibujando una taza.
4. La relación por asociación libre o espontánea: Francia se puede representar dibujando la Torre Eiffel.

Los dibujos se complementan en muchas ocasiones con signos y símbolos (de cualquier procedencia) y texto; este último para las ideas más difíciles de representar visualmente y a menudo en forma de abreviaturas, abreviaciones, siglas y acrónimos.
No requiere dibujos muy elaborados, puede usarse con dibujos simples y esquemáticos. Los colores son parte muy importante de las representaciones visuales, usándose para:
1. Facilitar la representación de la información cuando el color es uno de los datos (por ejemplo, glóbulos rojos o blancos).
2. Diferenciar temas y evitar confusiones (por ejemplo, célula animal con rojo y célula vegetal con verde).
3. Dar mayor contraste a las imágenes facilitando el recuerdo.

Este método puede aplicarse de manera parcial en combinación con otras estrategias como los mapas mentales o el método de loci.

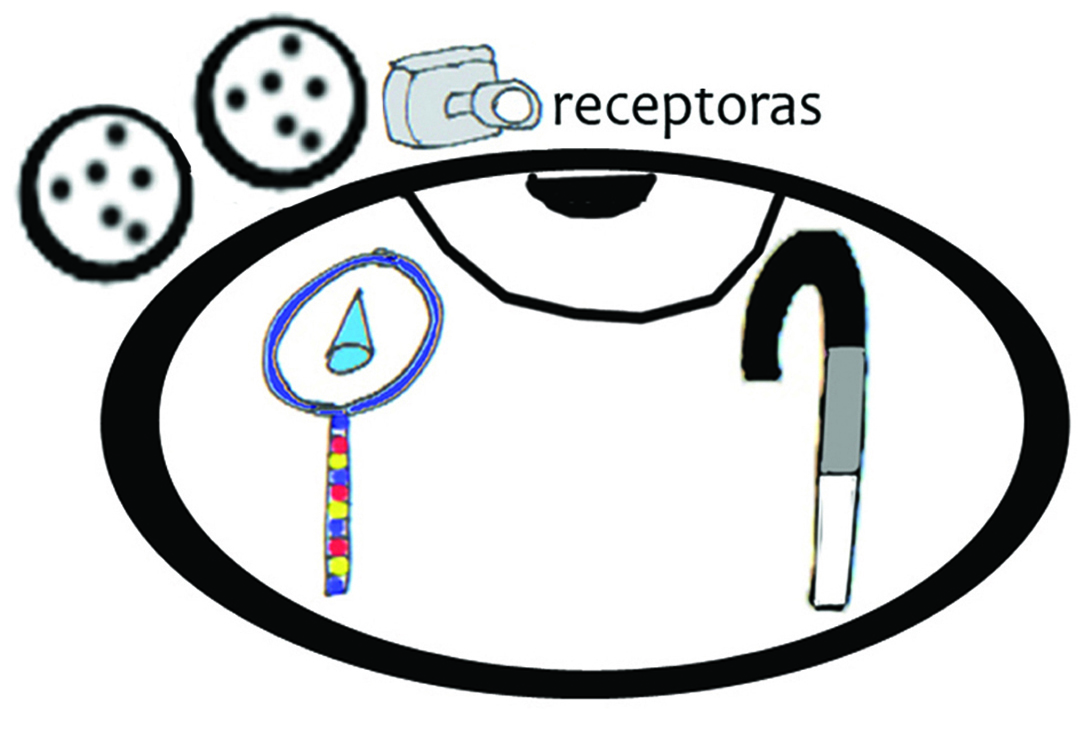
Ejemplo: células fotorreceptoras del ojo.
Conos: permiten la visión del color y captan los detalles.
Bastones: permiten la visión del blanco, negro y grises.

### Métodos basados en acrónimos y nemotecnias
Un nemónico es un método de organizar y memorizar información. Algunos usan acrónimos o una frase o hecho simple como un desencadenante para una lista más larga de información.

### Métodos basados en estrategias de exámenes
El método Black-Red-Green (desarrollado a través del Royal Literary Fund) ayuda al estudiante a asegurarse que cada aspecto de la pregunta planteada haya sido considerado, tanto en exámenes como en ensayos. El estudiante subraya partes relevantes de la pregunta usando tres colores separados (o algún equivalente) BLAck, negro, se refiere a instrucciones obligadas (inglés: blatant, asfixiante), por ejemplo algo que específicamente indica que debe ser hecho; una directiva o una instrucción obvia. REd, rojo, es un Punto de REferencia o información de ingreso REquerida de algún tipo, generalmente relacionada con definiciones, términos, autores citados, teoría, etc. (a los que se refiere explícitamente o se implica fuertemente).GREen, verde, relacionado con GREmlins, que son señales sutiles que puede olvidarse fácilmente, o una luz verde que dé una pista de cómo proceder, o dónde hacer un énfasis en las respuestas .

### Comprensión de textos
La mayoría de los autores utilizan el término metodología al hacer referencia a las distintas fases y estrategias de diversa índole puestas en juego al llevar a cabo una sesión de estudio; puede utilizarse la expresión proceso para entender que dicha tarea se caracteriza fundamentalmente por su carácter secuencial o procedimental. 
En todo caso, un esquema que refleje los distintos pasos de la actividad, así como sus correspondientes técnicas podría ser el siguiente: 

#### Primera etapa: Lectura global
Objetivos:
- Adquirir una idea general del contenido
- Vincular el contenido a los saberes previos

Procedimientos:
- Lectura rápida de títulos y subtítulos.

#### Segunda etapa: Lectura por párrafos
Objetivos:
- Reconocimiento de palabras

- Reconocimiento de ideas principales
- Reconocimiento de ideas secundarias

Procedimientos:
- Marcado de palabras clave
- Subrayado en colores diferenciados de ideas principales y secundarias
- Subrayado estructural: realización de anotaciones marginales por párrafos

#### Tercera etapa: Representación de lo leído
Objetivos:
- Asimilar significativamente el contenido

Procedimientos:
- Elaboración de resúmenes textuales o síntesis
- Elaboración de esquemas gráficos en donde se vinculan los principales conceptos (Mapa Conceptual)
- Reconocimiento de ideas terciarias.

### Otras técnicas
Más allá de la comprensión de textos lingüísticos, las técnicas de estudio implican habilidades relacionadas con la capacidad de comprender, asimilar, relacionar y recordar otras formas textuales. Actualmente, entre las técnicas de estudio se incluyen aspectos como:
- Búsqueda, selección y organización de la información disponible en una página web.
- Interpretación de imágenes en general, infografías, material fotográfico y audiovisual.
- Comprensión de mapas.
- Comprensión de lo leído (recitar).
- Repaso espaciado.